# Mary di Michele

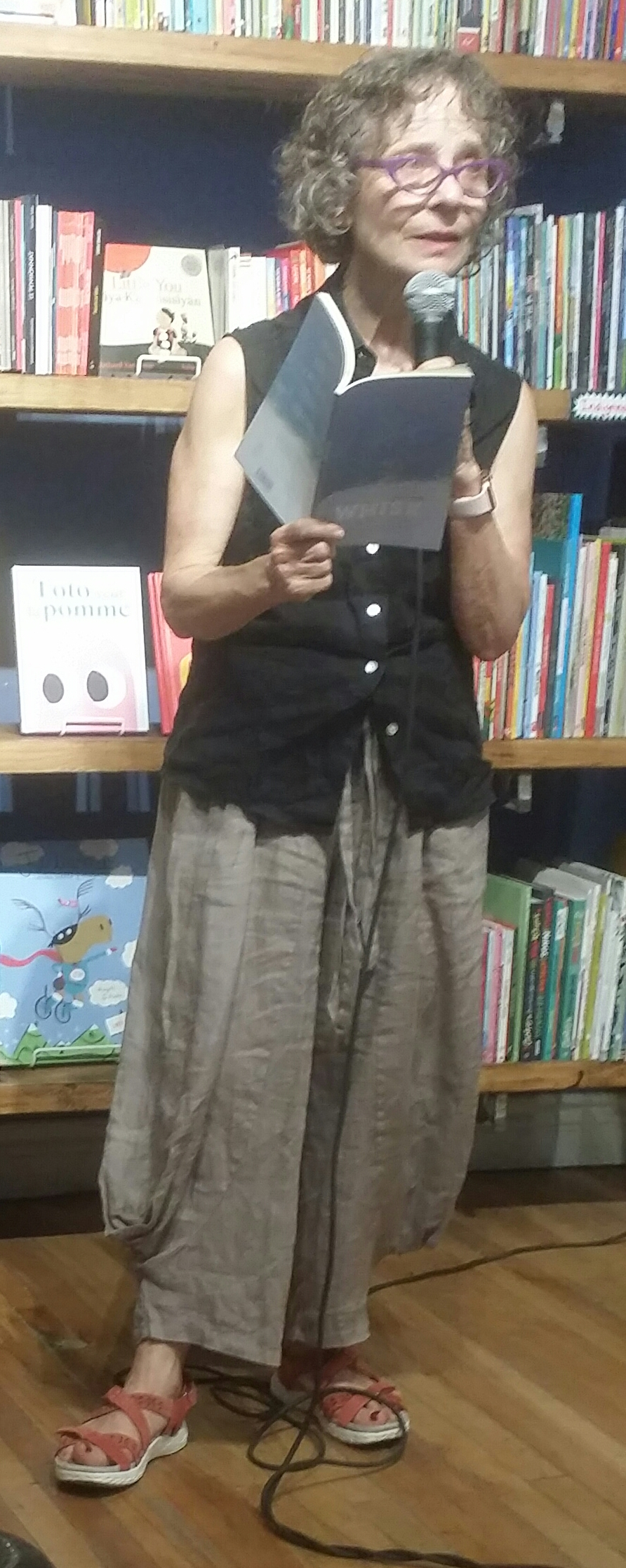
Mary Di Michele in der Bibliothek D&Q in Montreal (2019)

Mary di Michele (* 6. August 1949 in Lanciano) ist eine italo-kanadische Schriftstellerin, Herausgeberin und Dozentin.

## Leben und Schaffen
Di Michele wurde 1949 im italienischen Lanciano geboren. Sie lebte zwei Jahre lang in Belgien, ehe ihre Familie 1955 nach Kanada auswanderte und sich in Toronto niederließ.
1972 schloss di Michele ihr Studium der Englischen Literatur an der University of Toronto mit einem B.A. ab. Ihren M.A. erlangte sie 1972 in Englisch und creative writing an der University of Windsor. 1978 erschien ihr erster Lyrikband Tree of August, in dem sie die italokanadische Lebenswelt in den Fokus rückte – wie in mehreren folgenden Werken. 1980 gewann sie den 1. Preis bei der CBC Poetry Competition.
In den 1980er Jahren arbeitete sie freiberuflich für Toronto Life, Poetry Toronto und den Toronto Star. 1984 gab sie die Anthologie Anything is Possible: A Selection of Eleven Women Poets heraus. 1985 bis 1986 war sie writer-in-residence an der University of Toronto. Nach einer Reise durch Chile im Jahr 1987, bei der sie aus erster Hand vom politischen Terror in Pinochets Diktatur erfuhr, entstand ihr Gedichtband Luminous Emergencies. (1990).
Seit 1990 lehrt sie creative writing an der Concordia University in Montréal. 1994 erschien ihr erster Roman Under My Skin. In ihrem Lyrikband Debriefing the Rose (1998) setzt sich di Michele mit den Dichtern Charles Baudelaire, Hart Crane, Rainer Maria Rilke und Wang Wei auseinander; der dritte Teil dieses Buches beschäftigt sich mit der antiken Dichterin Sappho. Dabei zeigt sie, wie in vielen ihrer Werke, deutlich feministische Positionen.
2006 gründete sie mit Jan Conn, Susan Gillis und Jane Munro die Literaturgruppe Yoko's Dogs, die sich mit japanischen Lyrikformen beschäftigt – woraus u. a. der gemeinsame Band Whisk: A Haikai no Renga Cycle (2013) hervorging. In ihrer Prosagedichtsammlung The Flower of Youth (2011) stellt di Michele das Heranwachsen und künstlerische Werden von Pier Paolo Pasolini dar.

## Werke
Lyrik
- Tree of August. Three Trees  Press, 1978, ISBN 0-88823-003-6.
- Bread and Chocolate. Oberon Press, 1980, ISBN 0-88750-370-5 (Omnibusausgabe mit Marrying into the Family von Bronwen Wallace).
- Mimosa and Other Poems. Mosaic Press, 1981, ISBN 0-88962-132-2.
- Necessary Sugar. Oberon Press, 1984, ISBN 0-88750-509-0.
- Immune to Gravity. McClelland & Stewart, 1986, ISBN 0-7710-2823-7.
- Luminous Emergencies. McClelland & Stewart, 1990, ISBN 0-7710-2824-5.
- Stranger in You: Selected Poems and New. Oxford University Press, 1995, ISBN 0-19-541158-7.
- Debriefing the Rose. Anansi, 1998, ISBN 0-88784-623-8.
- The Flower of Youth: Pier Paolo Pasolini Poems. ECW Press, 2011, ISBN 978-1-77041-048-0.

Lyrik mit Yoko's Dogs
- Whisk. Pedlar Press, 2013, ISBN 978-1-897141-54-0.

Romane
- Under My Skin. Quarry Press, 1994, ISBN 1-55082-099-0.
- Tenor of Love. Viking Canada, 2005, ISBN 0-670-04463-6.

## Preise
- 1980 CBC Poetry Competition
- 1982 DuMaurier Award for Poetry (Silver Medal)
- 1984 Air Canada Writing Award
- 1990 Toronto Arts Award
- 1996 ARC Confederation Poets Award